# Оцтові дерева (Золотоноша, вулиця Благовіщенська)
Оцтові дерева — ботанічна пам'ятка природи місцевого значення. Об'єкт розташований на території Черкаської області в місті Золотоноша, вул. Благовіщенська, 96а.
Площа — 0,02 га, статус отриманий у 1983 році (рішення Черкаського облвиконкому від 14.04.1983 р. № 205).
Створена з метою охорони групи екзотичних дерев сумаха оцтового.